# Omloop Het Volk 2003
L'Omloop Het Volk 2003, cinquantasettesima edizione della corsa, si svolse il 1º marzo per un percorso di 200 km, con partenza a Gent ed arrivo a Lokeren. Fu vinto dal belga Johan Museeuw della squadra Quick Step davanti all'olandese Max van Heeswijk e all'italiano Paolo Bettini.

## Ordine d'arrivo (Top 10)
| Pos. | Corridore           | Squadra               | Tempo    |
| ---- | ------------------- | --------------------- | -------- |
| 1    | Johan Museeuw       | Quick Step            | 5h01'15" |
| 2    | Max van Heeswijk    | US Postal Service     | a 14"    |
| 3    | Paolo Bettini       | Quick Step            | s.t.     |
| 4    | Frank Vandenbroucke | Quick Step            | a 1'33"  |
| 5    | Tom Boonen          | Quick Step            | s.t.     |
| 6    | Filippo Pozzato     | Fassa Bortolo         | a 2'36"  |
| 7    | Peter Farazijn      | Cofidis               | s.t.     |
| 8    | Romāns Vainšteins   | Vini Caldirola-So.Di. | a 3'32"  |
| 9    | Gabriele Balducci   | Vini Caldirola-So.Di. | s.t.     |
| 10   | Robbie McEwen       | Lotto-Domo            | s.t.     |